# Limitations de vitesse à Saint-Marin
 (octobre 2015).
Si vous disposez d'ouvrages ou d'articles de référence ou si vous connaissez des sites web de qualité traitant du thème abordé ici, merci de compléter l'article en donnant les références utiles à sa vérifiabilité et en les liant à la section « Notes et références ».

Limitations de vitesse à Saint-Marin

Les limitations de vitesse appliquées à Saint-Marin (abréviation officielle: RSM) sont les suivantes :
- 50 km/h en ville
- 70 km/h hors agglomération
- Pas de voie rapide
- Pas d'autoroute

## Autres règles
- Alcoolémie maximale autorisée au volant: 0,8 g/L d'alcool dans le sang